# 考德威尔·琼斯
考德威尔·琼斯（英語：Caldwell Jones，1950年8月4日—2014年9月21日），为美国NBA联盟的前职业篮球运动员。他在1973年的NBA选秀中第2轮第32顺位被费城76人选中。